# Wissenschaftliche Bibliothek in Olmütz

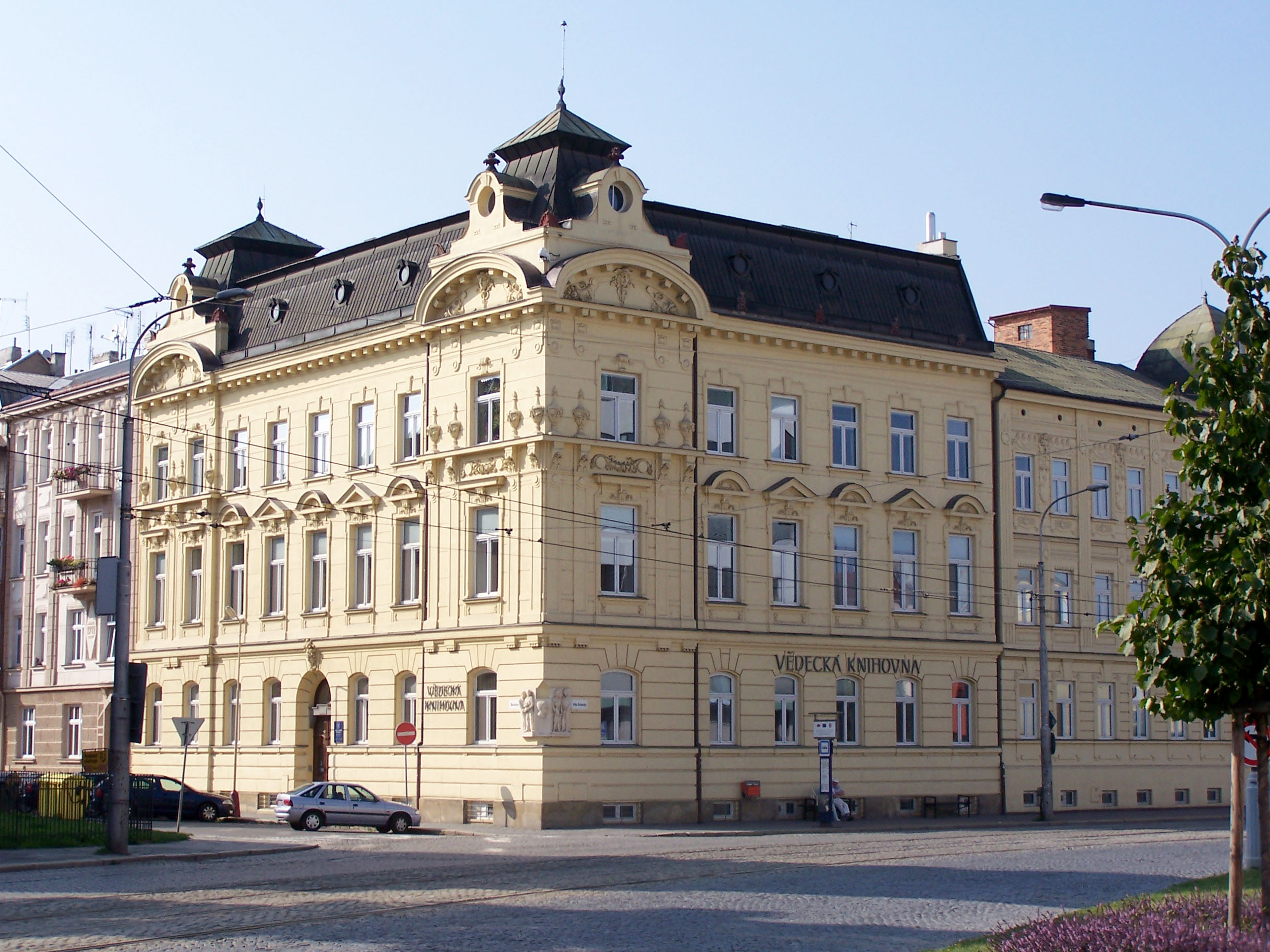
Das Bibliotheksgebäude

Die Wissenschaftliche Bibliothek (tschechisch: Vědecká knihovna v Olomouci) in Olmütz, Tschechien, wurde 1566 gegründet und ist die drittgrößte Bibliothek des Landes. Bis zum Jahre 1860 diente sie als Universitätsbibliothek für die Olmützer Universität. Sie unterliegt den Gesetzlichen Pflichtexemplarregelungen für Tschechien.